# Экономика Камбоджи
Камбоджа — преимущественно аграрная страна. Относится к числу наименее развитых стран Азии и мира, однако по темпам роста является одной из самых быстрорастущих экономик Юго-Восточной Азии и мира.

## Сельское хозяйство
В сельском хозяйстве занято 60 % трудоспособного населения, оно даёт примерно треть совокупного ВВП страны. Обрабатывается одна пятая часть территории страны, основной сельскохозяйственной культурой является рис (сбор 7,6 млн тонн риса-сырца в 2009 году, 13-е место в мире). В 2000-е годы Камбоджа после 30-летнего перерыва снова стала экспортёром риса (800,000 тонн в 2010 году).
Выращивают также кукурузу (258 тыс. тонн), бананы (148 тыс. т), натуральный каучук (27 тыс. т, 16 место в мире).
Улов рыбы составил в 2009 году 515 000 тонн (38-е место в мире), внутренние пресные водоемы обеспечивают 95 % улова рыбы, большую часть которой добывают в озере Тонлесап. Одной из ведущих отраслей народного хозяйства являются лесозаготовки. Выращиваются традиционные для Камбоджи ценные породы древесины — тик, сандаловое, черное и красное дерево, которые используются в производстве дорогой мебели и идут на экспорт.

## Промышленность
На территории Камбоджи разведаны такие полезные ископаемые, как медь, золото, уголь, бокситы, марганец, ведётся добыча драгоценных камней. Обрабатывающая промышленность представлена в основном переработкой сельскохозяйственного сырья, рыбы и древесины, производством цемента, сигарет, мыла, одежды.
Главной статьей камбоджийского экспорта является текстиль. В стране действуют 273 текстильные фабрики, на которых в общей сложности работают 319 тысяч человек.

## Туризм
Туризм является важнейшей отраслью экономики Камбоджи, дающей до 8,5 % ВВП и обеспечивающей более 500 тыс. рабочих мест. В 2010 году страну посетили 2,5 млн иностранных туристов. Запрет на азартные игры касается только граждан страны, однако он часто нарушается и местными жителями.

## Транспорт
Аэропорты
- всего — 17
  - с твёрдым покрытием — 6
  - без твёрдого покрытия — 11

Железные дороги
- всего — 690 км

Автодороги
- всего — 38 093 км
  - с твёрдым покрытием — 2977 км
  - без твёрдого покрытия — 35 116 км

Водный транспорт
- всего судов — 620
  - принадлежащие иностранцам — 426 (Канада — 2, Китай — 203, Кипр — 8, Бельгия — 1, Египет — 12, Эстония — 1, Французская Полинезия — 1, Габон — 1, Греция — 2, Гонконг — 11, Индонезия — 2, Япония — 2, Южная Корея — 11, Латвия — 1, Ливан — 6, Нидерланды — 1, Румыния — 1, Россия — 60, Сингапур — 4, Сирия — 22, Тайвань — 1, Турция — 26, Украина — 37, ОАЭ — 2, США — 4, Великобритания — 3, Вьетнам — 1)[5]

## Торговля
- Экспорт: 10,45 млрд долларов (2017 год)
- Статьи экспорта: одежда, древесина, каучук, рис, рыба, табак, обувь
- Партнёры по экспорту: США — 21,5 %, Великобритания — 9 %, Германия — 8,6 %, Япония — 7,6 %, Китай — 6,9 %, Канада — 6,7 %, Испания — 4,7 %, Бельгия — 4,5 %
- Импорт: 11,29 млрд долларов (2017 год)
- Статьи импорта: топливо, сигареты, золото, строительные материалы, автомобили, лекарства
- Партнёры по импорту: Китай — 34,1 %, Сингапур — 12,8 %, Таиланд — 12,4 %, Вьетнам — 10,1 %

## Доходы населения
В Камбодже нет государственной минимальной заработной платы, но она есть в швейной и обувной промышленности. С 1 января 2020 года минимальный размер оплаты труда в швейной и обувной промышленности составляет $190. Помимо минимальной месячной заработной платы, работники также получат дополнительные льготы, в том числе $10 в месяц за работу без отгулов и $7 на транспорт, аренду жилья и питание.